# Som de Vera Cruz
O Som de Vera Cruz é um estúdio de dublagem carioca fundado em 2002.

## Dublagens (lista parcial)

### Filmes
Em ordem alfabética e por ano decrescente de lançamento no país de origem
2017
- Black Clover[1]
- Maho Tsukai no Yome (The Ancient Magus Bride)[1]

2012
- The Legend of Korra[1](bra: Avatar: A Lenda De Korra)
- Re:Zero[1]

2005
- Avatar: The Last Airbender (bra: Avatar: A Lenda de Aang)[1]

2000
- Static Shock (bra: Super Choque)[1]

### Séries
Em ordem alfabética e por ano decrescente de lançamento no país de origem
2018
- Cobra Kai[2]